# Traité sur l'interdiction des armes nucléaires
- Pays signataires
- Pays ayant ratifié

Traité sur le commerce des armes (2013)
Le traité sur l’interdiction des armes nucléaires (TIAN) est un traité international des Nations unies visant à interdire les armes nucléaires dans le monde.
Les États parties au TIAN s'interdisent la mise au point, l'essai, la production, le stockage,  le transfert, l'utilisation et la menace de l'utilisation d'armes nucléaires, en raison des conséquences humanitaires catastrophiques qu’entraînerait leur utilisation. Pour les États dotés d'armes nucléaires y adhérant, le TIAN prévoit un processus assorti d'un calendrier, conduisant à l'élimination vérifiée et irréversible de leur programme d'armes nucléaires.
Il renforce l’article VI du Traité sur la non-prolifération des armes nucléaires relatif à la clause de désarmement. Son préambule fait référence aux hibakusha ainsi qu’au droit international humanitaire et au droit international des droits de l'homme.
Le traité a été notamment porté par la Campagne internationale pour l'abolition des armes nucléaires, ensemble d’ONG contre la prolifération nucléaire fondé en 2007.
Sa ratification par un 50e Etat en octobre 2020 entraîne son entrée en vigueur le 22 janvier 2021. Sa valeur est d'ordre symbolique car il ne s'applique qu'aux États signataires dont aucune des puissances nucléaires ne fait partie. Mais ses promoteurs en attendent un impact sur l'opinion et le renforcement partout dans le monde de l'idée que l'arme nucléaire est hors-la-loi.

## Histoire

### Genèse

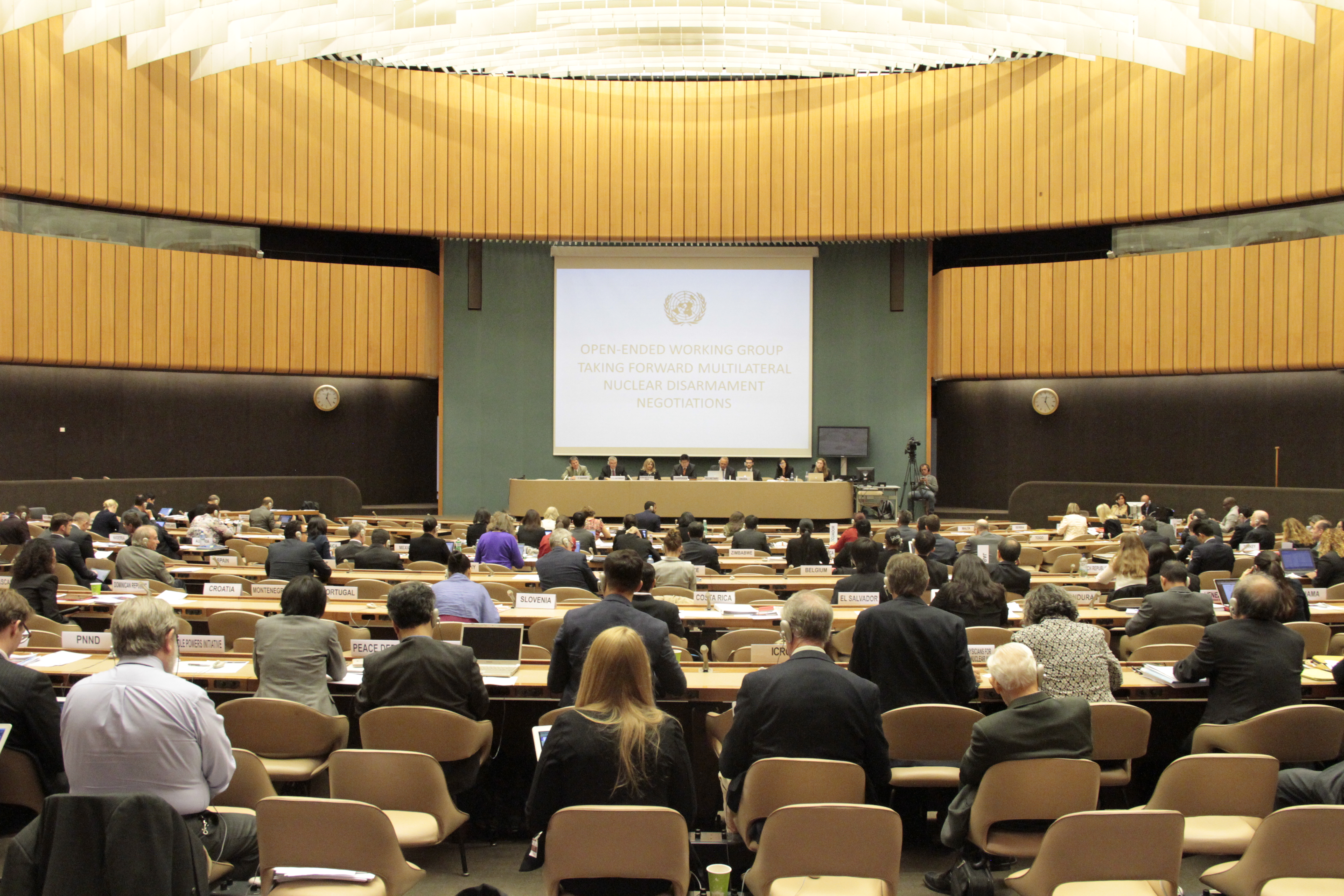
Les États membres de l'ONU débattent de l'idée d'un traité d'interdiction des armes nucléaires à Genève en mai 2016.

Une coalition d'ONG rassemblées sous le sigle « Campagne internationale pour l'abolition des armes nucléaires » (ICAN) déploie durant la décennie 2010 une activité intense pour rendre hors-la-loi les armes nucléaires.
L'idée d'un traité d'interdiction des armes nucléaires émerge lors de la conférence d'examen du Traité sur la non-prolifération des armes nucléaires (TNP) en 2010. Malgré l'opposition des cinq États dotés d'armes nucléaires officiellement reconnus par le TNP (Chine, États-Unis, France, Royaume-Uni et Russie), une vaste majorité des États présents estime que la mise au point d'un traité axé sur l'interdiction des armes nucléaires est un objectif réaliste.
Trois grandes conférences intergouvernementales en 2013 et 2014 sur « l'impact humanitaire des armes nucléaires », en Norvège, au Mexique et en Autriche, ont renforcé la volonté internationale d'interdire les armes nucléaires. La deuxième conférence de ce type, qui s'est tenue au Mexique en février 2014, a conclu que l'interdiction d'un certain type d'arme précède généralement, et stimule, son élimination.
En 2013, un groupe de nations non dotées d'armes nucléaires, connu sous le nom de Coalition pour un nouvel ordre du jour (en) a présenté l'idée d'un traité d'interdiction des armes nucléaires aux États parties au TNP comme une possible « mesure efficace » pour mettre en œuvre l'article VI du TNP, qui exige de tous les États parties de poursuivre les négociations de bonne foi en vue du désarmement nucléaire. La Coalition pour un nouvel ordre du jour a fait valoir qu'un traité d'interdiction fonctionnerait « en marge » et « à l'appui » du TNP.
En 2015, l'Assemblée générale des Nations unies a créé un groupe de travail chargé d'examiner des « mesures juridiques concrètes et efficaces et les dispositions et normes juridiques » pour parvenir à un monde sans armes nucléaires et le préserver. En août 2016, elle a adopté un rapport recommandant des négociations en 2017 sur un « instrument juridiquement contraignant visant à interdire les armes nucléaires, en vue de leur élimination totale ».
En octobre 2016, la Première Commission de l'Assemblée générale des Nations unies, qui traite des questions de désarmement et de sécurité internationale, adopte une résolution (A/C.1/71/L.41) établissant un mandat de négociation d'un traité d'interdiction des armes nucléaires par 123 votes pour, 38 contre et 16 abstentions. La France, la Russie et les États-Unis se sont opposés à cette initiative, estimant qu’un traité d’interdiction des armes nucléaires ne prendrait aucunement en compte les conditions de sécurité nécessaires et n’éliminerait pas les armes nucléaires.
Un vote de confirmation a ensuite lieu en décembre 2016 en session plénière de l’Assemblée générale des Nations unies, où une résolution (71/258) visant à convoquer une conférence « chargée de négocier un instrument juridiquement contraignant d’interdiction des armes nucléaires conduisant à leur élimination totale » est adoptée par 113 votes pour, 35 contre et 13 abstentions.

### Vote

Carte des votants lors de l’adoption du traité le 7 juillet 2017 :
Oui (122)
Non (1)
Abstention (1)
N’a pas voté (68)

Conformément à la résolution 71/258, la « Conférence des Nations unies pour la négociation d’un instrument juridiquement contraignant visant à interdire les armes nucléaires en vue de leur élimination complète » s'ouvre à New-York en mars 2017,. Cette conférence aboutit au vote à l'ONU, le 7 juillet 2017, du traité sur l'interdiction des armes nucléaires, par 122 pays sur 192. Un pays vote contre, les Pays-Bas. Dans son explication de vote, les Pays-Bas ont mis en avant trois raisons expliquant leur opposition : les obligations du traité sont incompatibles avec celles des pays membres de l'OTAN ; le traité n'a pas de dispositions de vérification ; et le traité représente un danger pour le Traité sur la non-prolifération des armes nucléaires,.
Singapour est le seul pays à s'abstenir. Soixante-huit pays ne prennent pas part au vote, parmi lesquels l’ensemble des puissances nucléaires, ainsi que les pays membres de l’OTAN, plusieurs pays d’Afrique et d’Asie centrale, l’Australie et le Japon,,.
Parmi les pays qui ont voté pour l'adoption du traité figurent l'Afrique du Sud et le Kazakhstan, qui tous deux ont possédé des armes nucléaires et y ont renoncé volontairement. Le Kazakhstan est par ailleurs l'un des seul pays anciennement soviétique à voter pour l'adoption du traité. L'Iran, qui possède un programme nucléaire, a aussi voté favorablement. L'Arabie saoudite a également voté en faveur de l'accord, bien que les puissances occidentales pensent que l'Arabie saoudite a contribué financièrement aux projets de bombe atomique du Pakistan et qu'elle a en contrepartie la possibilité d'acheter un petit arsenal nucléaire, option qui serait réalisée dans le cas où l'Iran obtiendrait des têtes nucléaires.
L'ICAN reçoit le prix Nobel de la paix la même année « pour ses efforts visant à attirer l'attention sur les conséquences humanitaires catastrophiques de tout emploi d'armes nucléaires et pour ses efforts novateurs pour parvenir à une interdiction de ces armes fondée sur des traités »,.

### Ratification et entrée en vigueur
La ratification du TIAN commence le 20 septembre 2017. L'article 15 du traité dispose que le « présent Traité entre en vigueur 90 jours après le dépôt du cinquantième instrument de ratification, d’acceptation, d’approbation ou d’adhésion ».
Dès le 20 septembre 2017, le traité est ratifié par le Saint-Siège, la Thaïlande et le Guyana. Seize États le ratifient en 2018, puis quinze États supplémentaires en 2019.
Le seuil de cinquante ratifications est franchi le 24 octobre 2020 lorsque le traité est ratifié par le Honduras. Le traité entre en vigueur 90 jours plus tard, soit le 22 janvier 2021,,,.
Pour autant, le TIAN n'aura de force que symbolique car aucun des États nucléaires ou leurs alliés proches ne le soutient, qu’ils soient juridiquement dotés de l’arme atomique au sens du traité sur la non-prolifération (TNP) de 1970 (États-Unis, Royaume-Uni, Russie, France, Chine), ou qu’ils en soient possesseurs reconnus (Inde, Pakistan, Corée du Nord) ou non (Israël). L’ICAN compte que l'impact de l’entrée en vigueur du TIAN sur les États non parties au traité soit réel : « les acteurs politiques vont devoir se justifier sur la conservation d’armes illégales et ne pourront plus prétendre respecter le droit international ou encore être un État responsable ».

### Réactions des puissances nucléaires
Les puissances possédant l'arme nucléaire ont chacune annoncé qu'elles ne signeraient ni ne ratifieraient ce traité, qui en conséquence a une portée symbolique forte mais ne crée pas de nouvelle obligation de désarmement nucléaire,.
La France considère officiellement que « le Traité sur l'interdiction des armes nucléaires est un texte inadapté au contexte sécuritaire international marqué par la résurgence des menaces d’emploi de la force, le réarmement nucléaire russe, les tensions régionales et les crises de prolifération »,.
La position de la France en matière de désarmement nucléaire est rappelée en avril 2019 devant le Conseil de sécurité de l'ONU en ces termes par J.-Y. Le Drian : la préservation du TNP « est plus essentielle que jamais parce que la menace posée par la prolifération des armes de destruction massive n'a pas disparu », mais « l'interdiction des armes nucléaires, alors que le désarmement ne se décrète pas » n'est pas une approche réaliste, seule une démarche progressive par étape peut permettre d'atteindre cet objectif.

## Principales dispositions du traité
Le traité comporte un préambule, qui expose les motivations à la base du traité, suivi de 20 articles.
L'exposé des motifs figurant dans le préambule se place à la fois sur le plan humanitaire et sur le terrain du droit international.
Le préambule justifie la nécessité d’éliminer complètement les armes nucléaires d'une part par les conséquences catastrophiques sur le plan humanitaire qu’aurait tout recours à ce type d'armes, citant la souffrance des hibakusha « les victimes survivantes des bombardements atomiques d'Hiroshima et de Nagasaki » et des victimes des essais nucléaires, et d'autre part par les risques induits par leur seule existence.
Le préambule met en avant la « lenteur du désarmement nucléaire et l’importance que continuent de prendre les armes nucléaires dans les doctrines militaires » et appelle au respect du droit international existant : la Charte des Nations unies, le droit international humanitaire, le droit international des droits de l'homme, la toute première résolution de l'ONU adoptée le 24 janvier 1946, le Traité sur la non-prolifération des armes nucléaires (TNP) « pierre angulaire du régime de non- prolifération et de désarmement nucléaires », le Traité d'interdiction complète des essais nucléaires (TICE), ainsi que les  zones exemptes d'armes nucléaires. Le fait que tout emploi d’armes nucléaires serait contraire aux règles du droit international, et serait également inacceptable au regard des principes de l’humanité et des exigences de la conscience publique, est aussi souligné dans le préambule.
Le préambule conclut en « soulignant le rôle de la conscience publique dans l’avancement des principes de l’humanité », comme l’atteste l’appel à l’élimination complète des armes nucléaires, et en saluant les efforts déployés à cette fin par de nombreuses organisations publiques et par la société civile.
L'article 1 est relatif aux interdictions que les États Parties s'engagent à respecter, qui concernent la mise au point, l'essai, la production, le stockage,  le transfert, l'utilisation et la menace de l'utilisation d'armes nucléaires.
L'article 2 exige que chaque partie déclare si elle a, ou a eu, un programme nucléaire militaire, possède ses propres armes nucléaires ou déploie sur son territoire des armes nucléaires appartenant à d'autres États.
L'article 3 concerne les obligations de garanties à souscrire avec l’Agence internationale de l’énergie atomique.
L'article 4 énonce les procédures générales applicables pour les négociations avec un État devenant partie au traité, mais possédant des armes nucléaires ou qui en a possédé. Si cet État a éliminé ses armes nucléaires avant de devenir partie au traité, une « autorité internationale compétente » (non spécifiée) vérifiera cette élimination, et l'État devra également conclure un accord de garanties avec l'AIEA pour donner une assurance crédible qu'il n'a pas détourné de matière et n’a pas de matières ou d’activités nucléaires non déclarées. Si cet État n'a pas encore détruit son arsenal, il doit négocier avec cette « autorité internationale compétente » un plan assorti d'un calendrier pour l'élimination vérifiée et irréversible de son programme d'armes nucléaires.
L'article 5 concerne les mesures d'application nationale d’ordre législatif, réglementaire et autre qui sont nécessaires pour prévenir et réprimer toute activité interdite à un État Partie par le présent Traité.
L'article 6 oblige à la « remise en état de l'environnement des zones contaminées » et à l'assistance aux victimes de l'utilisation et des essais d'armes nucléaires. Selon l'article 7, les Etats devraient s'entraider à ces fins, avec une responsabilité particulière des puissances nucléaires. Plus généralement, tous les États parties doivent coopérer pour faciliter la mise en œuvre du traité. L'article 8 fixe les réunions des États parties, dont les coûts sont partagés par les États selon le barème des contributions des Nations unies comme précisé à l'article 9.
Les articles 10 à 12 concernent la possibilité d'amendements, le règlement des différends et « l'objectif de l'adhésion universelle de tous les États au traité ».

## États signataires et parties au traité
En date du 16 janvier 2024, 94 États ont signé le traité et 73 l'ont ratifié.
| État                             | Signature         | Ratification      |
| -------------------------------- | ----------------- | ----------------- |
| Afrique du Sud                   | 20 septembre 2017 | 25 février 2019   |
| Algérie                          | 20 septembre 2017 |                   |
| Angola                           | 27 septembre 2018 |                   |
| Antigua-et-Barbuda               | 26 septembre 2018 | 25 novembre 2019  |
| Autriche                         | 20 septembre 2017 | 8 mai 2018        |
| Bahamas                          | 19 septembre 2023 |                   |
| Bangladesh                       | 20 septembre 2017 | 26 septembre 2019 |
| Barbade                          | 22 septembre 2022 |                   |
| Belize                           | 6 février 2020    | 19 mai 2020       |
| Bénin                            | 26 septembre 2018 | 11 décembre 2020  |
| Bolivie                          | 16 avril 2018     | 6 août 2019       |
| Botswana                         | 26 septembre 2019 | 15 juillet 2020   |
| Brésil                           | 20 septembre 2017 |                   |
| Brunei                           | 26 septembre 2018 |                   |
| Burkina Faso                     | 22 septembre 2022 |                   |
| Cambodge                         | 9 janvier 2019    | 22 janvier 2021   |
| Cap-Vert                         | 20 septembre 2017 | 20 juin 2022      |
| Chili                            | 20 septembre 2017 | 23 septembre 2021 |
| Colombie                         | 3 août 2018       |                   |
| Comores                          | 20 septembre 2017 | 19 février 2021   |
| République du Congo              | 20 septembre 2017 | 17 mai 2022       |
| Costa Rica                       | 20 septembre 2017 | 5 juillet 2018    |
| Côte d'Ivoire                    | 20 septembre 2017 | 23 mars 2022      |
| Cuba                             | 20 septembre 2017 | 30 janvier 2018   |
| Djibouti                         | 9 janvier 2023    |                   |
| Dominique                        | 26 septembre 2019 | 18 octobre 2019   |
| Équateur                         | 20 septembre 2017 | 25 septembre 2019 |
| Fidji                            | 20 septembre 2017 | 7 juillet 2020    |
| Gambie                           | 20 septembre 2017 | 26 septembre 2018 |
| Ghana                            | 20 septembre 2017 |                   |
| Grenade                          | 26 septembre 2019 | 20 juin 2022      |
| Guatemala                        | 20 septembre 2017 | 13 juin 2022      |
| Guinée-Bissau                    | 26 septembre 2018 | 15 décembre 2021  |
| Guinée équatoriale               | 22 septembre 2022 |                   |
| Guyana                           | 20 septembre 2017 | 20 septembre 2017 |
| Haïti                            | 22 septembre 2022 |                   |
| Honduras                         | 20 septembre 2017 | 24 octobre 2020   |
| Îles Cook                        |                   | 4 septembre 2018  |
| Îles Salomon                     | 24 septembre 2024 | 24 septembre 2024 |
| Indonésie                        | 20 septembre 2017 | 24 septembre 2024 |
| Irlande                          | 20 septembre 2017 | 6 août 2020       |
| Jamaïque                         | 8 décembre 2017   | 23 octobre 2020   |
| Kazakhstan                       | 2 mars 2018       | 29 août 2019      |
| Kiribati                         | 20 septembre 2017 | 26 septembre 2019 |
| Laos                             | 21 septembre 2017 | 26 septembre 2019 |
| Lesotho                          | 26 septembre 2019 | 6 juin 2020       |
| Libye                            | 20 septembre 2017 |                   |
| Liechtenstein                    | 20 septembre 2017 |                   |
| Madagascar                       | 20 septembre 2017 |                   |
| Malaisie                         | 20 septembre 2017 | 30 septembre 2020 |
| Malawi                           | 20 septembre 2017 | 29 juin 2022      |
| Maldives                         | 26 septembre 2019 | 26 septembre 2019 |
| Malte                            | 25 août 2020      | 21 septembre 2020 |
| Mexique                          | 20 septembre 2017 | 16 janvier 2018   |
| Mozambique                       | 18 août 2020      |                   |
| Mongolie                         |                   | 10 décembre 2020  |
| Birmanie                         | 26 septembre 2018 |                   |
| Namibie                          | 8 décembre 2017   | 20 mars 2020      |
| Nauru                            | 22 novembre 2019  | 23 octobre 2020   |
| Népal                            | 20 septembre 2017 |                   |
| Nicaragua                        | 22 septembre 2017 | 19 juillet 2018   |
| Niger                            | 9 décembre 2020   |                   |
| Nigeria                          | 20 septembre 2017 | 6 août 2020       |
| Niue                             |                   | 6 août 2020       |
| Nouvelle-Zélande                 | 20 septembre 2017 | 31 juillet 2018   |
| Palaos                           | 20 septembre 2017 | 3 mai 2018        |
| Palestine                        | 20 septembre 2017 | 22 mars 2018      |
| Panama                           | 20 septembre 2017 | 11 avril 2019     |
| Paraguay                         | 20 septembre 2017 | 23 janvier 2020   |
| Pérou                            | 20 septembre 2017 | 23 décembre 2021  |
| Philippines                      | 20 septembre 2017 | 19 février 2021   |
| République centrafricaine        | 20 septembre 2017 |                   |
| République dominicaine           | 7 juin 2018       | 22 septembre 2022 |
| République démocratique du Congo | 20 septembre 2017 | 22 septembre 2022 |
| Sainte-Lucie                     | 27 septembre 2018 | 23 janvier 2019   |
| Saint-Christophe-et-Niévès       | 26 septembre 2019 | 9 août 2020       |
| Salvador                         | 20 septembre 2017 | 30 janvier 2019   |
| Samoa                            | 20 septembre 2017 | 26 septembre 2018 |
| Saint-Marin                      | 20 septembre 2017 | 26 septembre 2018 |
| Saint-Vincent-et-les-Grenadines  | 8 décembre 2017   | 31 juillet 2019   |
| Sao Tomé-et-Principe             | 20 septembre 2017 | 15 janvier 2024   |
| Seychelles                       | 26 septembre 2018 | 9 juillet 2021    |
| Sierra Leone                     | 22 septembre 2022 | 24 septembre 2024 |
| Soudan                           | 22 juillet 2020   |                   |
| Sri Lanka                        |                   | 17 septembre 2023 |
| Tanzanie                         | 26 septembre 2019 |                   |
| Thaïlande                        | 20 septembre 2017 | 20 septembre 2017 |
| Timor oriental                   | 26 septembre 2018 | 20 juin 2022      |
| Togo                             | 20 septembre 2017 |                   |
| Trinité-et-Tobago                | 26 septembre 2019 | 26 septembre 2019 |
| Tuvalu                           | 20 septembre 2017 | 12 octobre 2020   |
| Uruguay                          | 20 septembre 2017 | 25 juillet 2018   |
| Vanuatu                          | 20 septembre 2017 | 26 septembre 2018 |
| Vatican                          | 20 septembre 2017 | 20 septembre 2017 |
| Venezuela                        | 20 septembre 2017 | 27 mars 2018      |
| Viêt Nam                         | 22 septembre 2017 | 17 mai 2018       |
| Zambie                           | 26 septembre 2019 |                   |
| Zimbabwe                         | 4 décembre 2020   |                   |
| Total                            | 94                | 73                |

Sous l'impulsion de la chef coutumière Gabriela Ngirmang, la république des Palaos a été précurseur en adoptant en 1979 la première constitution au monde bannissant le nucléaire.

« Tout accord autorisant l’utilisation, l’essai, le stockage ou l’élimination d’armes nucléaires, chimiques toxiques, gazeuses ou biologiques destinées à être utilisées en temps de guerre nécessite l’approbation d’au moins les trois quarts (3/4) des voix exprimées lors [d'un] référendum. »

— Article II, section 3 de la Constitution

## Sources

#### Texte officiel
- « Collection des traités - CHAPITRE XXVI Désarmement - 9. Traité sur l’interdiction des armes nucléaires », sur Recueil des traités de l'ONU, décembre 2020.
- « Traité sur l'interdiction des armes nucléaires (texte du traité) », sur Recueil des traités de l'ONU, 7 juillet 2017.

#### Autres documents
- (en) « Non-Proliferation Treaty Review Conference 2010 - Towards Nuclear Abolition - A report by the International Campaign to Abolish Nuclear Weapons », sur ICAN, juin 2010.
- Alvaro Orús, « Le début de la fin des armes nucléaires », Ce documentaire de 56 min raconte le processus qui a conduit au vote du traité par ses principaux acteurs., 2019 (consulté le 10 juillet 2020).
- Commission des Affaires étrangères, « Rapport d'information sur l’arme nucléaire dans le monde, 50 ans après l’adoption du Traité sur la non-prolifération nucléaire (TNP) », sur Assemblée nationale, 11 juillet 2018.
- « Le TNP en 8 questions-réponses », sur FranceTNP (consulté le 20 novembre 2020).